# Миёси (Токусима)
Миёси (яп. 三好市 Миёси-си) — японский город, расположенный на острове Сикоку в префектуре Токусима. Город основан 1 марта 2006 года в результате слияния нескольких посёлков (Икэда, Икава, Мино и Ямасиро) и сёл (Хигасиияяма и Нисиияяма) уезда Миёси.
Площадь города составляет 721,48 км², население — 27 505 человек (1 августа 2014), плотность населения — 38,12 чел./км².

## Города-побратимы
Миёси имеет отношения со следующими городами-побратимами:
- Икеда, Япония
- Икеда, Япония
- Икеда, Япония
- Икеда[вд], Япония
- Икеда, Япония
- Икеда, Япония
- Сииба, Япония
- Те-Далс[вд], США
- Тоцукава, Япония